# 洞坂

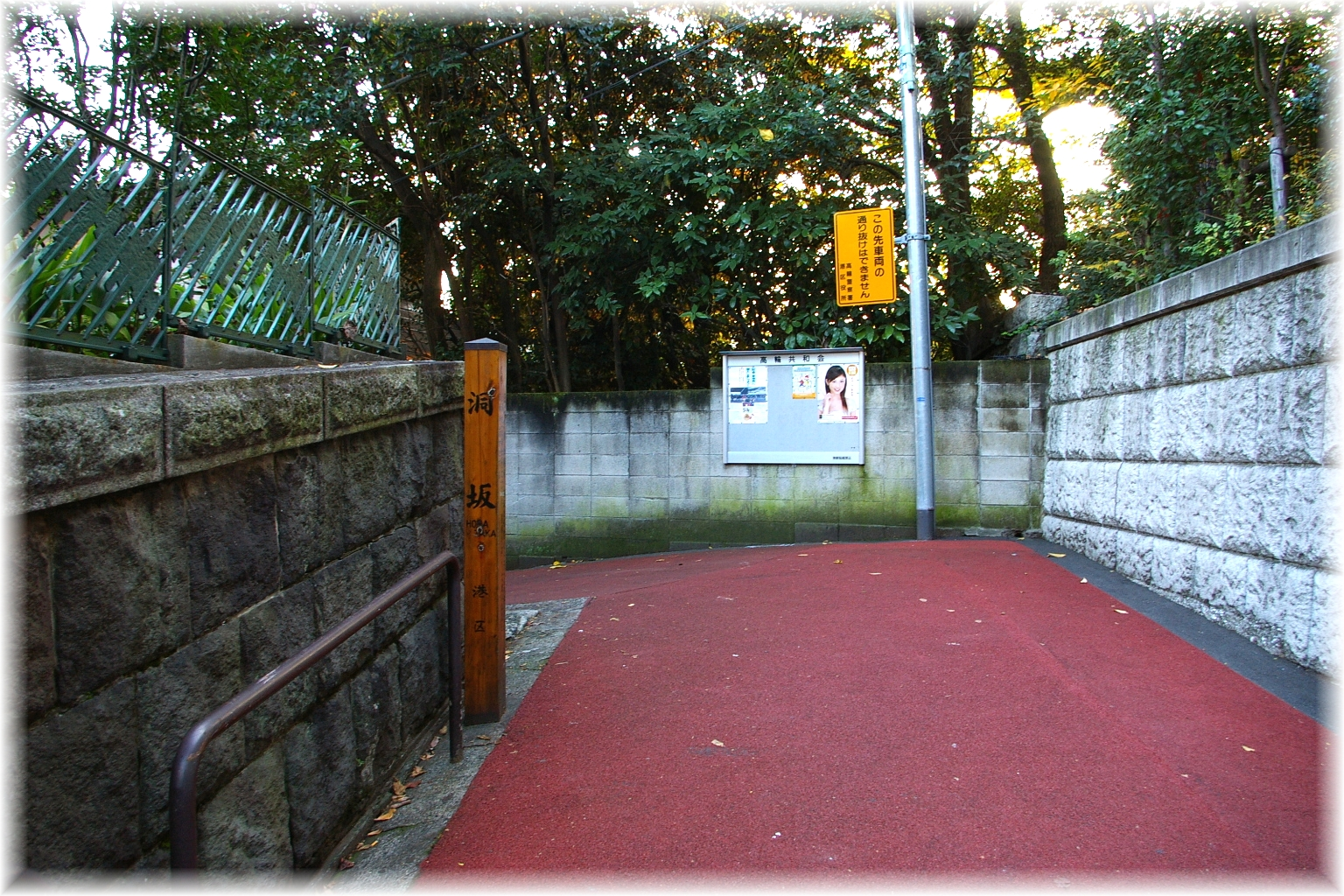
洞坂上

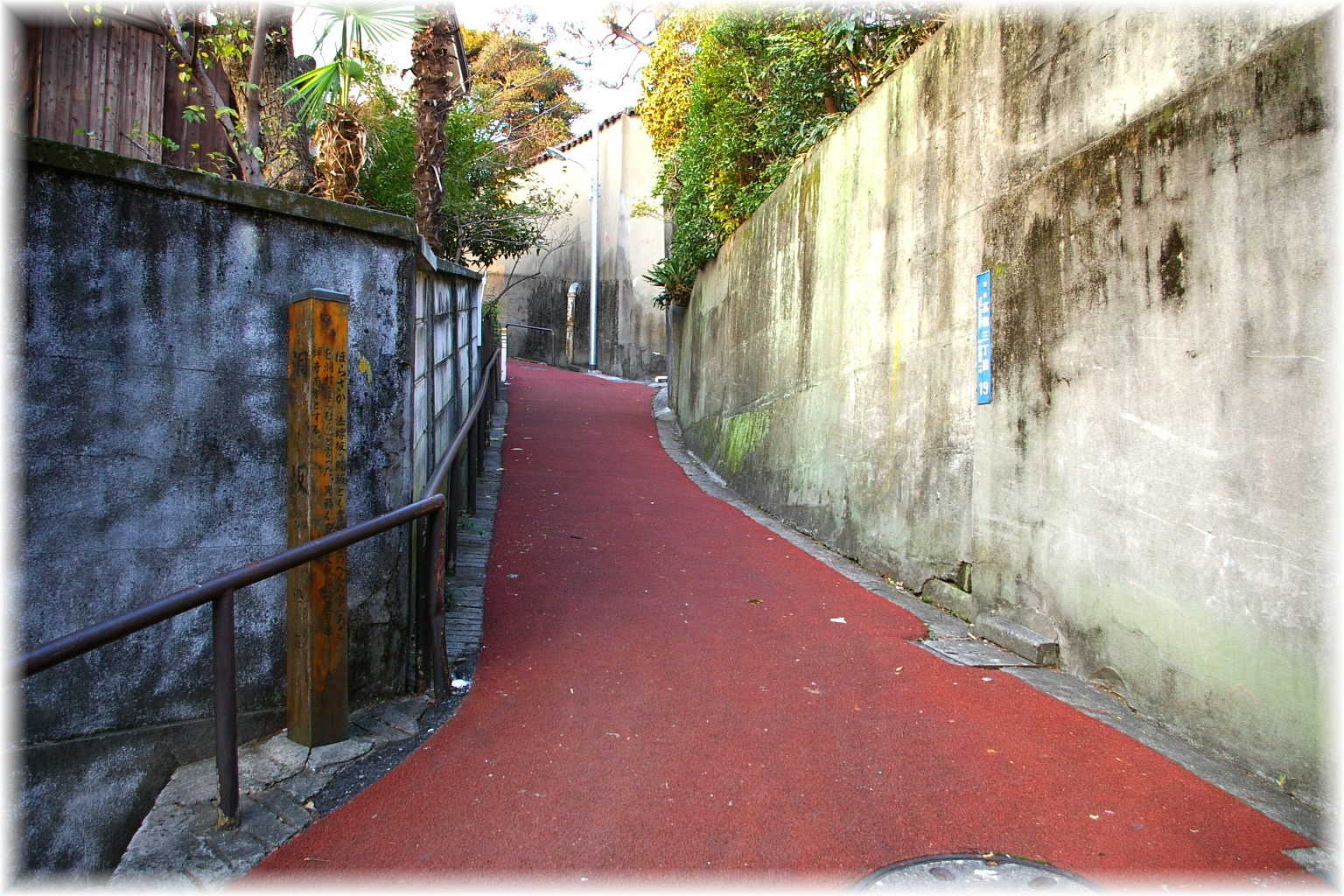
洞坂下

洞坂（ほらざか）は、東京都港区高輪三丁目の十六番と十九番の境界に存在する坂。この坂は、道幅が狭隘であり、車も通りづらい。坂は赤く滑り止め舗装されている。坂下には、東禅寺がある。坂上は直角に折れていて、右折してさらに北方へ進むと桂坂の中腹に出る。

## 歴史
法螺坂・鯔坂とも書く。坂名由来は、この辺りの村を「洞村（ほらむら）」といったため。洞村の語源に関しては、昔法螺貝が出たとも、窪地のため洞というなど、様々な説がある。